# BRA Transportes Aéreos
Pour les articles homonymes, voir BRA.

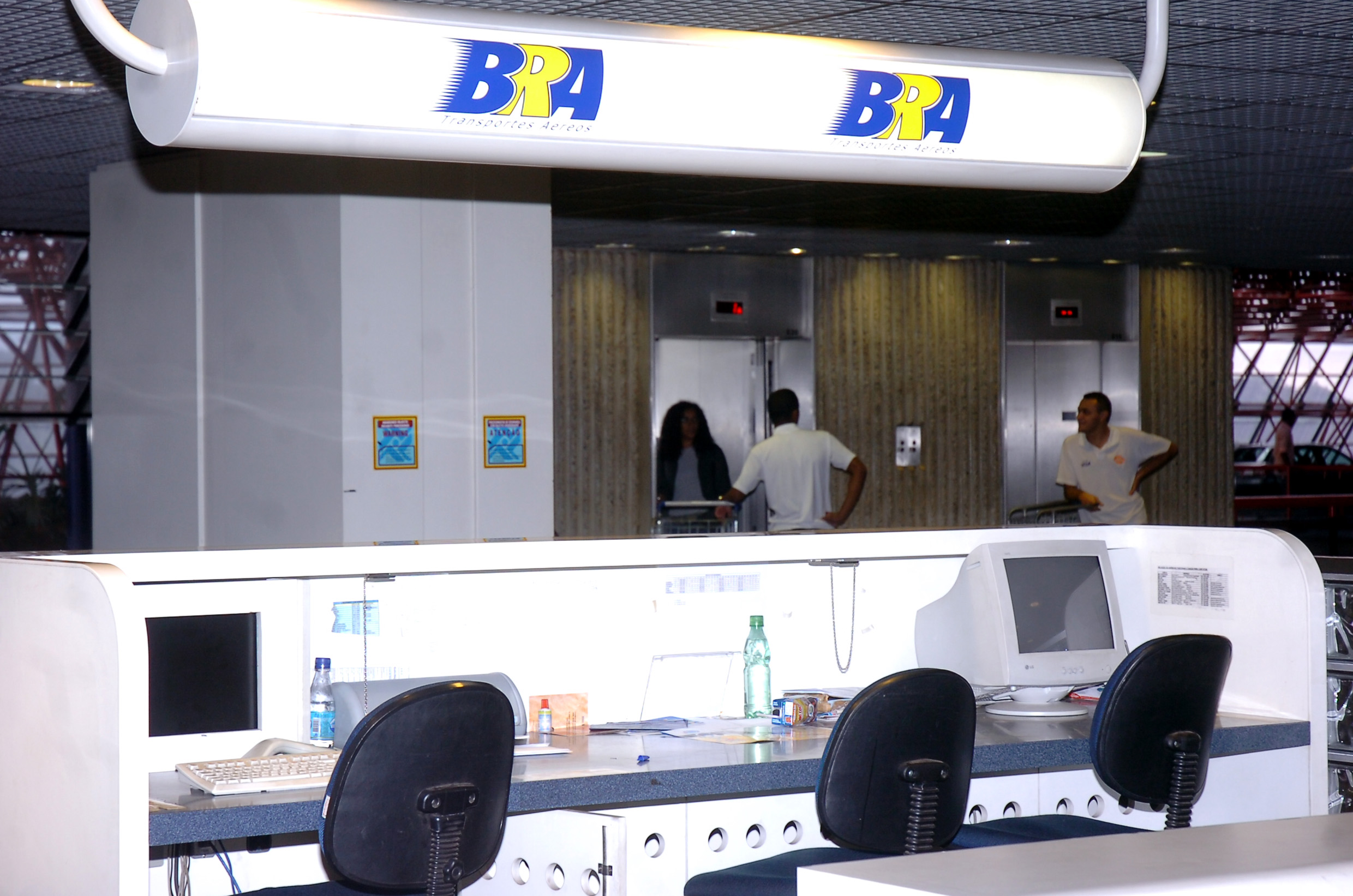
Bureaux de BRA

BRA Transportes Aéreos est une compagnie aérienne du Brésil à bas coûts.
En 2005, la flotte était composée de cinq Boeing 737-300, de trois Boeing 737-400 et d'un Boeing 767-300.